# Àcid triacontanoic
L'àcid triacontanoic (anomenat també, de forma no sistemàtica, àcid melíssic) és un àcid carboxílic de cadena lineal amb trenta àtoms de carboni, la qual fórmula molecular és {\displaystyle {\ce {C30H60O2}}}. En bioquímica és considerat un àcid gras, i se simbolitza per C30:0.

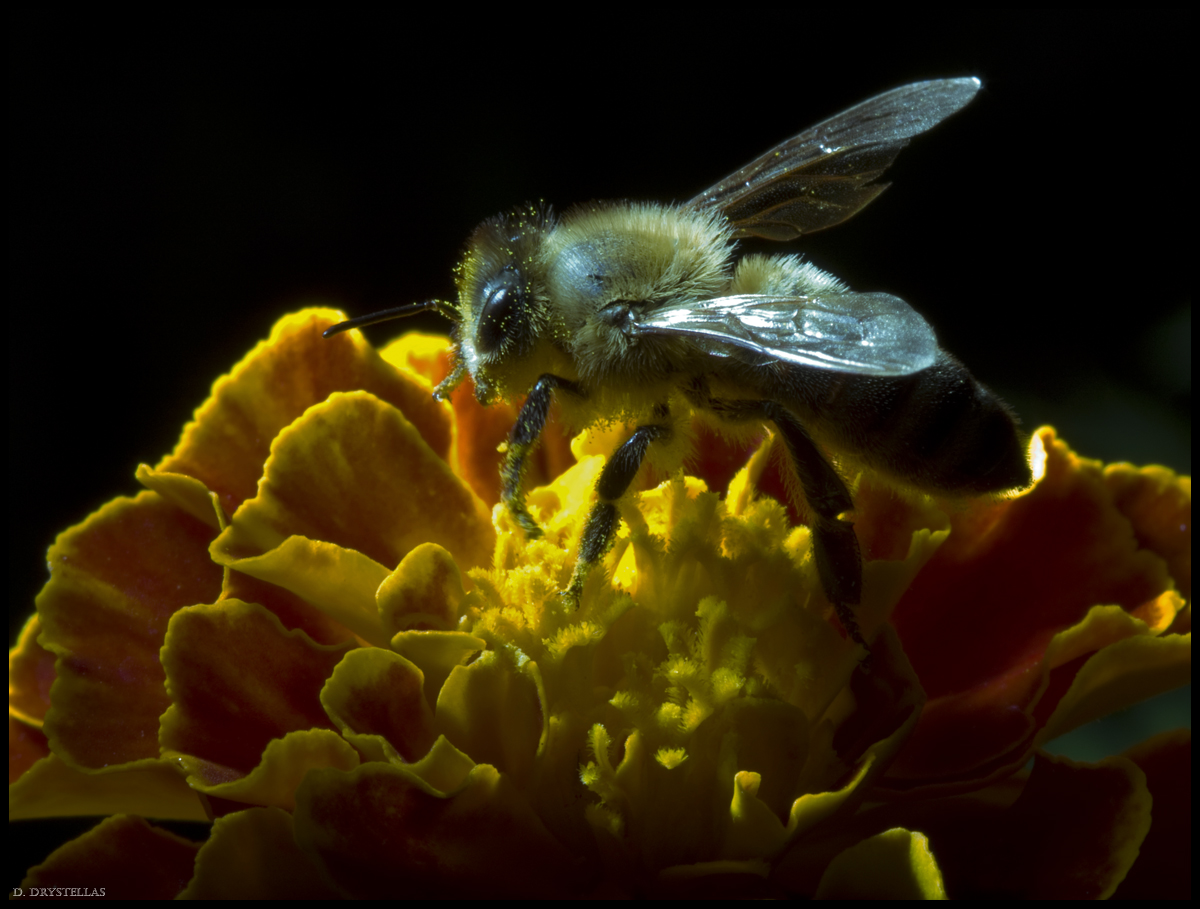
Abella alimentant-se de nèctar

L'àcid triacontanoic a temperatura ambient és un sòlid que fon a 93,6 °C. El seu índex de refracció val 1,4323 a 100 °C. És soluble en cloroform, disulfur de carboni i metanol. El seu nom comú, àcid melíssic, deriva de la paraula greca μέλισσα, que significa abella, ja que és present en el nèctar de les flors que atreuen les abelles. A la natura se'l troba en ceres animals, vegetals i minerals.
L'àcid triacontanoic, juntament amb d'altres àcids grassos de cadena molt llarga (de 20, 22, 24, 26, 28 i 30 àtoms de carboni) apareixen en pacients que pateixen malalties hereditàries del metabolisme, com ara la síndrome de Zellweger, la malaltia de Refsum, la malaltia de Menkes, l'adrenoleucodistrofia d'enllaç X.